# Lonchorhina marinkellei
Espèce
Statut de conservation UICN

 VU D2 : Vulnérable
Lonchorhina marinkellei est une espèce de chauve-souris de la famille des Phyllostomidae qui est endémique de Colombie.

## Publication originale
(en) Jorge Ignacio Hernández-Camacho et Alberto Cadena-G., « Notas para la Revision del Genero Lonchorhina (Chiroptera, Phyllostomidae) », Caldasia, vol. 12, no 57,‎ 30 mai 1978, p. 199-251 (lire en ligne, consulté le 17 mars 2019).